# FourFiveSeconds
FourFiveSeconds – singiel Rihanny stworzony we współpracy z Kanye Westem oraz Paulem McCartneyem.
Utwór został wydany w nocy z 24 na 25 stycznia 2015 roku na oficjalnej stronie Rihanny. Piosenkarka poinformowała fanów o premierze singla za pomocą Twittera. Początkowo miał być to pierwszy singiel z ósmego studyjnego albumu Rihanny ANTI który też miał mieć premierę w 2015 roku. Podczas rozdania nagród Grammy w 2015 roku piosenkarka po raz pierwszy wykonała ten utwór na żywo. Teledysk do utworu został nagrywany w grudniu 2014 roku.
Singiel w Polsce uzyskał certyfikat trzykrotnie platynowej płyty.